# Esther Bégin
Esther Bégin, née le 2 août 1964 à Saint-Martin au Québec (Canada), est une avocate de formation, une journaliste, une animatrice de télévision et de radio et une autrice québécoise.
Elle occupe depuis l'automne 2018 le poste de chef d'antenne francophone à CPAC.  Esther Bégin a produit et animé la série documentaire Fièvre politique, diffusée sur Télé-Québec et récompensée aux Prix Gémeaux en 2017.

## Biographie
Esther Bégin commence sa carrière en journalisme en 1990 à la station CFCM-TV et à l'émission Salut Bonjour. Engagée par CHLT-TV à Sherbrooke l'année suivante, elle devient chef d'antenne régionale. À cette époque, Bégin couvre les débats autour de l'accord de Charlottetown et obtient sa première entrevue avec Jean Charest. Elle travaille pour CFTM-TV de 1994 à 1997.
Elle est la première à lire un bulletin de nouvelles lors de la création de LCN en 1997. Entre 2005 et 2007, elle est chef d'antenne des bulletins TVA week-end diffusés les samedis et dimanches sur les ondes du réseau TVA, en plus d'être présente trois jours par semaine à LCN.
En juin 2007, le réseau TQS annonce l'embauche d'Esther Bégin à titre de chef d'antenne de son Journal du Soir à 22 h les soirs de semaine.
En avril 2008, Remstar, le nouveau propriétaire de TQS, annonce la fermeture du service de l'information de la station. Moins d'un an après son embauche, Esther Bégin anime donc son dernier Journal du soir le 30 mai 2008.
En mai 2008, la station de radio montréalaise 98,5 FM, propriété de Corus Québec, annonce qu'Esther Bégin remplacera Paul Houde à l'émission Montréal Maintenant pendant quelques semaines à l'été 2008.
À la radio, Esther Bégin adopte un style différent que lorsqu'elle était chef d'antenne, car elle peut laisser aller sa personnalité.
De septembre à octobre 2008, elle anime l'émission Esther Bégin le week-end les samedis et dimanches de 7 h à 11 h sur les ondes du 98,5 FM. Elle démissionne de son poste le 17 octobre 2008 en raison d'une divergence d'opinion concernant le mandat de son émission de radio. Elle désirait traiter de politique, mais la direction de la station lui a demandé de ne plus en traiter.
En 2009, elle fonde une agence de communication et décroche plusieurs contrats en conseil stratégique et pour animer des forums de discussion. En 2009, elle s'installe dans la ville de New York en tant que journaliste indépendante où elle collabore avec plusieurs magazines et médias québécois, notamment La Presse en couvrant l'actualité new yorkaise. De plus, elle propose des chroniques régulièrement intitulées « Le New-York d'Esther Bégin » sur Yahoo Québec et à la Radio au 98.5 FM, où elle relate ses escapades dans la ville, les meilleurs endroits à fréquenter ainsi que l'actualité américaine,.
En août 2012, elle anime les émissions Dumont le midi et Dumont à V jusqu’au 31 août, en remplacement de Mario Dumont, parti à TVA et LCN.
En septembre 2012, elle devient coanimatrice de l'émission Face à Face avec Stéphane Gendron et de Face à Face le débat sur les ondes de V.
En 2015, Esther Bégin produit et anime la série documentaire intitulée Fièvre politique, mettant en lumière des femmes et des hommes politiques ayant marqué l'histoire récente du Québec et du Canada. Ce documentaire remporte le prix Gémeaux de la meilleure recherche dans un documentaire en 2017.
Depuis 2018, Esther Bégin fait partie de l'équipe de la Chaîne d'affaires publiques par câble (CPAC) en tant que cheffe d'antenne francophone. Depuis 2018,[Quand ?] elle anime L'Essentiel, une émission quotidienne d'information qui examine l'impact des décisions politiques sur la vie de la population canadienne, en mettant particulièrement l'accent sur les communautés francophones,. Elle est également l'animatrice de l'émission Conversations avec Esther Bégin, une série d'entretiens avec des personnalités politiques canadiennes, permettant de découvrir les facettes insoupçonnées de ces figures publiques.

### Publication
Esther Bégin a écrit deux ouvrages : « Carnet d’une flâneuse à New York : mes meilleures adresses », publié en mars 2012, et « Carnet d’une flâneuse à New York (2e édition) », paru en mars 2013. Ces livres regroupent les expériences et les adresses préférées de Bégin à New York. Le premier volume de « Carnet d'une flâneuse à New York » s'est vendu à 10 000 exemplaires en un an.